# Heliozela lithargyrella
Heliozela lithargyrella is een vlinder uit de familie van de Heliozelidae. De wetenschappelijke naam van de soort is voor het eerst geldig gepubliceerd in 1850 door Zeller.